# Thom Christopher
Thom Christopher (* 5. Oktober 1940 in Jackson Heights, New York City, New York; † 5. Dezember 2024 in New York City) war ein US-amerikanischer Schauspieler.

## Leben
Christopher besuchte das Ithaca College und erhielt seine Schauspielausbildung am Neighborhood Playhouse School of the Theatre. Er begann seine Karriere Anfang der 1970er Jahre und war zunächst sowohl am Theater als auch für das Fernsehen aktiv. Sein Broadwaydebüt hatte er 1973, und für seine Darstellung in Noël Coward in Two Keys wurde er im darauf folgenden Jahr mit dem Theatre World Award ausgezeichnet. Im gleichen Jahr war er zudem für den Clarence Derwent Award nominiert. 1979 war Christopher im Filmdrama Eine Welt ohne Ton erstmals auf der großen Leinwand zu sehen.
Nachdem er in den 1970er Jahren Gastrollen in einigen bekannten Serien wie Kojak – Einsatz in Manhattan mitgewirkt hatte, erhielt er eine der Hauptrollen in der zweiten Staffel von Buck Rogers; diese Serie wurde jedoch nach dem Ende der zweiten Staffel abgesetzt. In den 1980er Jahren folgten Rollen in B-Movie-Actionfilmen wie Weltraumpiraten und Deathstalker III. Ab Beginn der 1990er Jahre war er in Seifenopern zu sehen, wofür er mehrere Nominierungen bei den Soap Opera Digest Awards und den Daytime Emmy Award erhielt. 1992 gewann er einen Daytime Emmy. Während dieser Zeit nahm er zudem Off-Broadway-Engagements wahr.
Thom Christopher starb im Dezember 2024 zwei Monate nach seinem 84. Geburtstag in New York City.

## Filmografie (Auswahl)
- 1975: Bronk (Fernsehserie, Folge 1x00)
- 1975: Abenteuer der Landstraße (Movin’ On, Fernsehserie, Folge 2x02)
- 1975: Cannon (Fernsehserie, Folge 5x12 Held wider Willen)
- 1976: California Cops – Neu im Einsatz (The Rookies, Fernsehserie, Folge 4x18)
- 1976: Harry O (Fernsehserie, Folge 2x22)
- 1976: Kojak – Einsatz in Manhattan (Kojak, Fernsehserie, Folge 4x09)
- 1979: Eine Welt ohne Ton (Voices)
- 1980: S+H+E: Security Hazards Expert (S*H*E)
- 1981: Hellingers Gesetz (Hellinger’s Law, Fernsehfilm)
- 1981: Buck Rogers (Buck Rogers in the 25th Century, Fernsehserie, 11 Folgen)
- 1982–1987: Simon & Simon (Fernsehserie, 3 Folgen)
- 1983: Space Raiders – Weltraumpiraten (Space Raiders)
- 1983, 1984: T. J. Hooker (Fernsehserie, 2 Folgen)
- 1985: Wizards of the Lost Kingdom
- 1986: Hunter (Fernsehserie, Folge 2x17)
- 1986: Verraten (Betrayed by Innocence, Fernsehfilm)
- 1987, 1989: Mord ist ihr Hobby (Murder, She Wrote, Fernsehserie, 2 Folgen)
- 1988: Deathstalker III (Deathstalker and the Warriors from Hell)
- 1990–2008: Liebe, Lüge, Leidenschaft (One Life to Live, Fernsehserie, mindestens 56 Folgen)
- 1993–1994: Wege der Liebe (Loving, Fernsehserie, 42 Folgen)
- 1996: Blood and Wine
- 2000: Dirty Money (Peril)
- 2000, 2004: Law & Order (Fernsehserie, 2 Folgen)
- 2001–2002: Springfield Story (The Guiding Light, Fernsehserie, mind. 6 Folgen)
- 2002: Bridget
- 2004: Criminal Intent – Verbrechen im Visier (Law & Order: Criminal Intent, Fernsehserie, Folge 3x16 Der Heilige)
- 2007: The Warrior Class
- 2017: ADDicted

## Broadway
- 1973: Emperor Henry IV
- 1974: Noël Coward in Two Keys
- 1977: Caesar and Cleopatra

## Auszeichnungen

### Theatre World Award
- 1974: Auszeichnung für Noël Coward in Two Keys

### Clarence Derwent Awards
- 1974: Nominierung in der Kategorie Best Supporting Male

### Daytime Emmy Award
- 1992: Auszeichnung in der Kategorie Outstanding Supporting Actor in a Drama Series für Liebe, Lüge, Leidenschaft
- 1993: Nominierung in der Kategorie Outstanding Supporting Actor in a Drama Series für Liebe, Lüge, Leidenschaft
- 1994: Nominierung in der Kategorie Outstanding Supporting Actor in a Drama Series für Loving

### Soap Opera Digest Award
- 1992: Nominierung in der Kategorie Outstanding Villain: Daytime für Liebe, Lüge, Leidenschaft
- 1993: Nominierung in der Kategorie Outstanding Supporting Actor für Liebe, Lüge, Leidenschaft